# Quadrazais
Quadrazais is een plaats (freguesia) in de Portugese gemeente Sabugal en telt 473 inwoners (2001).